# Strange Little Birds
| Recensione    | Giudizio |
| ------------- | -------- |
| AllMusic      | [ 1 ]    |
| NME           | [ 2 ]    |
| Rolling Stone | [ 3 ]    |

Strange Little Birds è il sesto album in studio del gruppo musicale statunitense-scozzese Garbage, pubblicato il 10 giugno 2016.

## Il disco
Il titolo dell'album è tratto dalle parole del brano Even Though Our Love Is Doomed. Per la prima volta, ha dichiarato Shirley Manson, i testi affrontano il tema della vulnerabilità, sempre evitato nei lavori precedenti nei quali prevale l'aggressività.
L'album per essere scritto e registrato ha richiesto oltre due anni, a partire dal 2013. Il gruppo ha registrato più di venti brani durante le sessioni, che si sono tenute nel seminterrato di Butch Vig e nello studio di registrazione Red Razor Sounds, del marito della Manson Billy Bush, a Los Angeles. Due di questi brani, The Chemicals e On Fire, sono stati pubblicati su vinile l'anno precedente l'uscita dell'album.
L'album si è classificato al 14º posto nella classifica Billboard 200 e al 1º posto nella Top Alternative Albums negli Stati Uniti e al 17º posto nella The Official Charts Company nel Regno Unito nel 2016.

## Tracce
Tutti i brani sono scritti dai Garbage.
1. Sometimes – 2:52
2. Empty – 3:54
3. Blackout – 6:32
4. If I Lost You – 4:11
5. Night Drive Loneliness – 5:24
6. Even Though Our Love Is Doomed – 5:26
7. Magnetized – 3:54
8. We Never Tell – 4:25
9. So We Can Stay Alive – 6:01
10. Teaching Little Fingers to Play – 3:58
11. Amends – 6:03

Traccia bonus nell'edizione in vinile
1. Fucking with You – 4:44

## Formazione
Hanno partecipato alle registrazioni, secondo le note dell'album:
Garbage
- Shirley Manson – voce
- Duke Erikson – chitarra, cori
- Steve Marker – chitarra
- Butch Vig – batteria, sintetizzatore

Altri musicisti
- Eric Avery – basso nelle tracce 2, 3, 7, 8, 9, 11
- Justin Meldal-Johnsen – basso nelle tracce 5, 6

Tecnici
- Garbage – produzione
- Billy Bush – coproduzione, ingegneria del suono
- Steve Marker – coproduzione
- Emily Lazar – missaggio

## Classifiche
| Classifica (2016)         | Posizione massima |
| ------------------------- | ----------------- |
| Australia                 | 9                 |
| Austria                   | 17                |
| Belgio (Fiandre)          | 33                |
| Belgio (Vallonia)         | 16                |
| Canada                    | 69                |
| Francia                   | 23                |
| Germania                  | 22                |
| Italia                    | 33                |
| Nuova Zelanda             | 18                |
| Paesi Bassi               | 66                |
| Regno Unito               | 17                |
| Spagna                    | 23                |
| Stati Uniti               | 14                |
| Stati Uniti (alternative) | 1                 |
| Stati Uniti (independent) | 1                 |
| Stati Uniti (rock)        | 1                 |
| Svizzera                  | 16                |